# Hussayn ibn Imran
Hussayn ibn Imran fou emir de la Batiha, fill i successor d'Imran ibn Xahin, fundador de la dinastia dels Banu Xahin.
A la mort del seu pare Imran, la Batiha restava en mans de les seves forces principalment dedicades al bandidatge. El buwàyhida Àdud-ad-Dawla, senyor nominal de la regió, va tractar de sotmetre les maresmes i va enviar diverses expedicions que no van tenir cap èxit per la dificultat del terreny.
Però el 982/983 abans de la mort d'Àdud-ad-Dawla (26 de març de 983) Hussayn fou assassinat pel seu germà Abu-l-Fàraj ibn Imran que el va succeir.